# Edificio Louveira
Louveira es un edificio residencial multifamiliar ubicado en la esquina de Rua Piauí, n. 1081, con plaza de Vilaboim, n. 144, en Higienópolis, un barrio exclusivo y céntrico de la ciudad de São Paulo (Brasil). Fue diseñado en 1946 por el arquitecto João Batista Vilanova Artigas en sociedad con Carlos Cascaldi y es considerado un importante representante de la arquitectura moderna en la ciudad. La obra se caracteriza por la composición de dos hojas paralelas intermediadas por un patio interior ajardinado. La implantación facilitó la integración visual del espacio público y privado, asimilando la plaza de Vilaboim, que se encuentra al frente, al interior del edificio. Catalogado por Condephaat, el edificio está cuidadosamente conservado por los residentes. Muchos han sido residentes desde la apertura. El edificio se encuentra actualmente en buenas condiciones de conservación.

## Historia

### Contexto urbano
En el paso del siglo XIX al XX, el barrio de Higienópolis concentraba una parte considerable de las mansiones elitistas de la ciudad. A mediados de la década de 1950, hubo un proceso de demolición del antiguo tejido urbano y su sustitución por edificios de alta gama, en un fenómeno en el que se insertó la construcción de Louveira. El edificio, al igual que sus pares, sirvió como influencia para la arquitectura residencial vertical en otras partes de la ciudad.

### Construcción
El Edificio Louveira fue encargado en 1946 por los hermanos Alfredo, Lía y Esther Mesquita, herederos del periódico O Estado de S. Paulo. El terreno donde se construyó pertenecía a una de sus hermanas, Maria Mesquita Motta e Silva. Alfredo Mesquita fue el encargado de contratar el despacho del arquitecto Vilanova Artigas. El nombre que da título al edificio hace referencia a la ciudad de Louveira, en el interior de São Paulo, donde la familia poseía haciendas cafetaleras. En ese momento, era común que las familias tradicionales invirtieran en emprendimientos inmobiliarios como una forma de expandir y diversificar sus negocios, que generalmente eran fincas o industrias cafetaleras.
El diseño del edificio comenzó en 1946. El primer proyecto terminado no coincide con el trabajo construido porque algunas características, como las ventanas utilizadas en los hastiales ciegos, se incluyeron en el dibujo. Este proyecto se utilizó únicamente para la aprobación del ayuntamiento porque según la legislación de la época, todas las fachadas debían recibir un tratamiento estético.
El segundo proyecto es de 1948 y representa todo el edificio construido. En el mismo año, comenzó la construcción del edificio. Aunque no se tiene constancia de la fecha exacta de finalización de la construcción, según el cronograma de obra, la conclusión se producirá hasta agosto de 1950, año de la solicitud de ocupación. Así, es posible afirmar que las fechas de inicio y finalización de Louveira son 1946 y 1950, respectivamente. Publicado por la Folha da Manhã, el primer anuncio de venta tiene fecha del 7 de febrero de 1954.

## Arquitectura
El Edificio Louveira es considerado uno de los íconos más importantes de la arquitectura modernista en la ciudad de São Paulo. El proyecto Louveira fue concebido en la segunda fase del arquitecto Vilanova Artigas quien, tras abandonar la influencia de Frank Lloyd Wright, comenzó a incorporar elementos del racionalismo de Le Corbusier. Artigas, además de innovar aplicando el concepto de arquitectura racionalista, también absorbió elementos de la arquitectura moderna que se utilizan en este proyecto, como la estructura independiente de hormigón, el uso de pilotes y rampas. El Edificio Louveira está compuesto por dos prismas rectangulares horizontales casi idénticos que se alinean por sus caras mayores con una distancia de veinte metros entre ellos, lo que da lugar a un jardín, la planta baja y siete pisos cada uno. Las dos torres albergan 31 apartamentos con una superficie total de 160 m², con un apartamento para el cuidador. Este, a diferencia de los otros de tres dormitorios, tiene sólo dos.

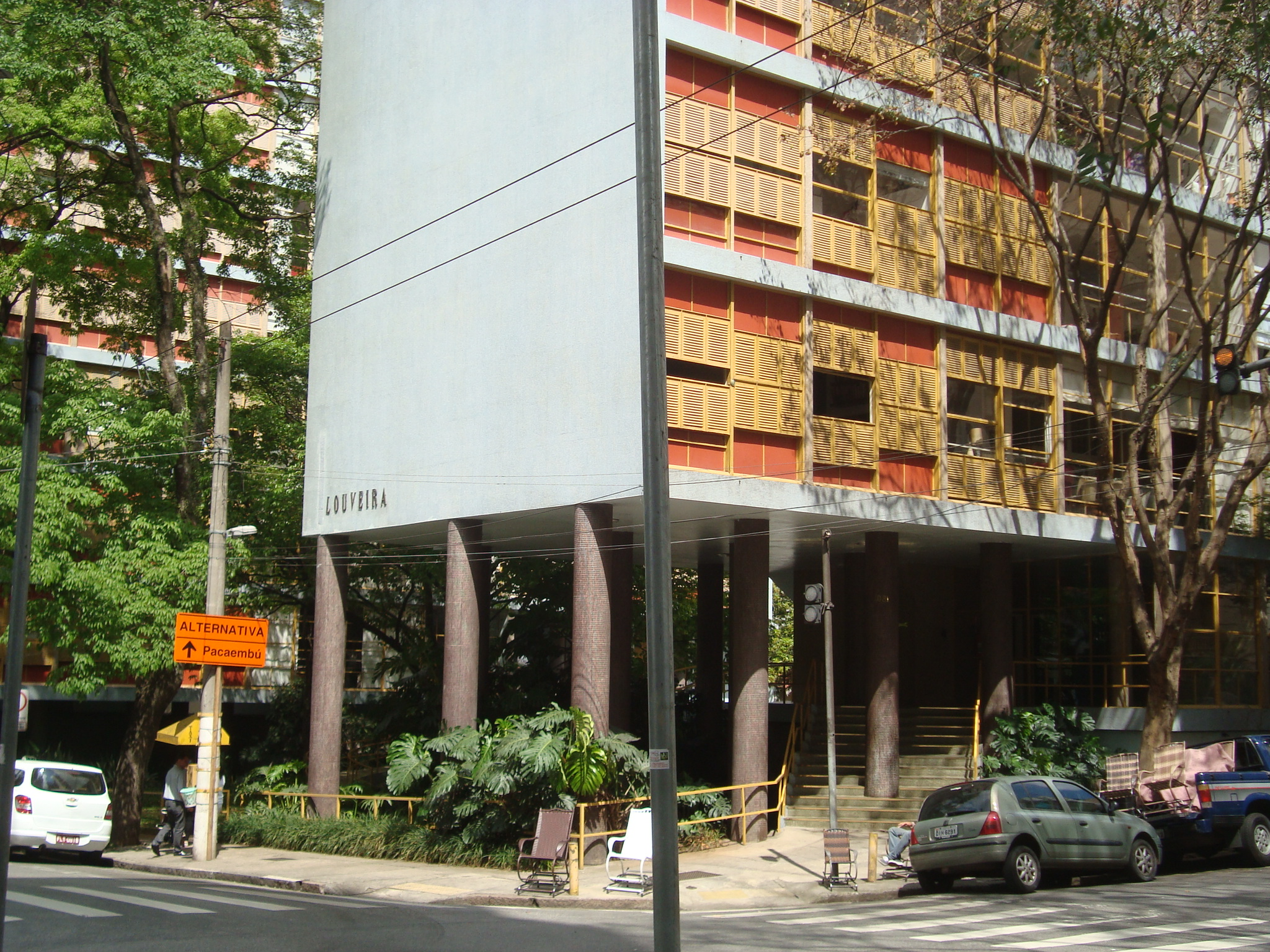
Vista de la entrada al bloque A

Los frentes principales de cada uno de los bloques, orientados al noreste, exaltan la horizontalidad de las plantas y su modulación de marcos. Cada una de las plantas está compuesta por diez módulos cuadrados en una secuencia de tres metros de cada lado, resaltada por el espesor de la mampostería de tabiquería interior. Los cuatro módulos centrales se rellenan íntegramente con vidrio transparente, mientras que los tres módulos situados en cada extremo se completan con paneles rojos en los carriles superior e inferior y con persianas amarillas en los otros dos carriles centrales.

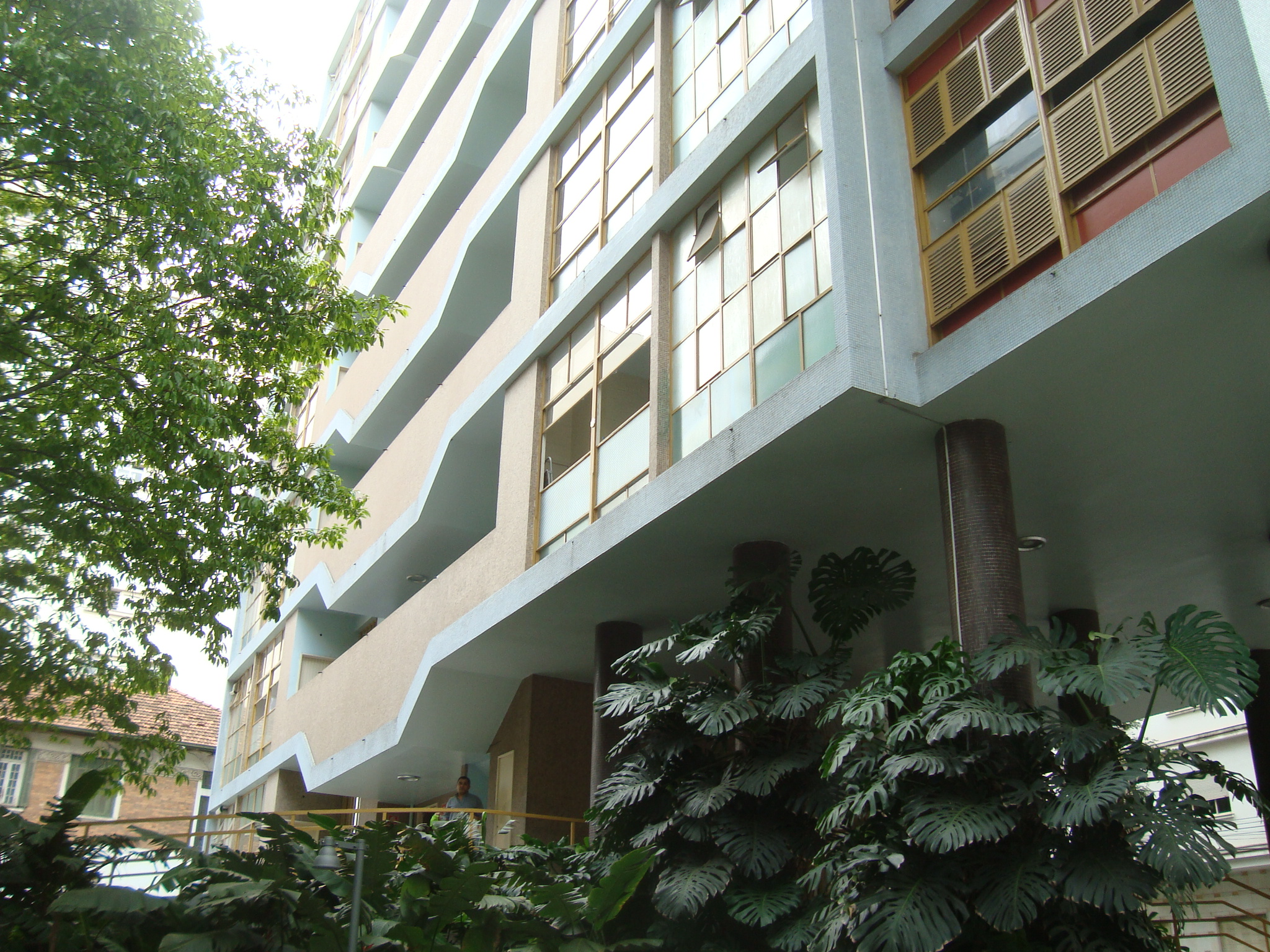
Fachadas sureste del bloque A. Cubren las dependencias de servicio.

Cada módulo de la fachada consta de dos módulos idénticos de marcos que surgen de un eje de simetría vertical. Cada uno de ellos está integrado por dos módulos cuadrados, cuyo lado es la mitad del módulo de la fachada, que surgen de un eje de simetría horizontal. Todos estos módulos cuadrados se dividen en el eje horizontal formando dos rectángulos idénticos, de los cuales el identificado al final (inferior o superior) se separa más en el eje vertical creando dos nuevos cuadrados de menor tamaño, cuyo lado es la mitad del lado del módulo cuadrado anterior y la cuarta parte del módulo de fachada. Sin embargo, cada uno de los dos módulos de marco, que representan el módulo compositivo de las fachadas, están compuestos por dos cuadrados en cada extremo superior e inferior y dos rectángulos en la parte central.
Las dos franjas rectangulares del centro se completan con vidrio en todos los módulos de la fachada del edificio. El sistema de apertura funciona a través de un sistema de contrapesos, ambos paneles rectangulares se deslizan hacia arriba y hacia abajo simultáneamente, lo que da como resultado una apertura horizontal central simétrica. En los otros tres módulos en los extremos de las fachadas destacadas, estos paneles rectangulares están protegidos desde el exterior por dos nuevos rectángulos opacos, ahora compuestos por tres contraventanas pintadas de amarillo. Las fachadas principales de los dos bloques parecen tener un diseño homogéneo en su conjunto; su heterogeneidad es producida únicamente por los materiales de cierre.
Las fachadas situadas al fondo, orientadas al suroeste, tienen en el centro un elemento llamativo que se diferencia por los materiales y el orden de las fachadas principales: los antepechos de mampostería que protegen el pasillo de servicio. Su diseño está compuesto por dos líneas oblicuas simétricas que resultan del ángulo de inclinación de los dos tramos de escaleras opuestos formado por la diferencia de ochenta centímetros entre el nivel de los ascensores de servicio, más abajo, y el nivel del departamento.
La construcción fue implementada en un terreno de 5400 m², ubicado en la esquina de Rua Piauí, n. 1081, con Praça Vilaboim, n. 144, en el barrio de Higienópolis. Las torres, presentes en los laterales del terreno, se separan a una distancia de 20 metros, divergiendo de la construcción tradicional de bloque en “L”, solución en la que las fachadas principales daban a la calle. Es decir, en lugar de desplegarlos con las fachadas principales hacia la plaza, como cabría esperar, Artigas prefirió que los laterales de los hastiales ciegos dieran hacia la plaza de Vilaboim. Tal implementación solo fue posible porque se encontraba en el barrio de Higienópolis, que, a diferencia del Centro, no contaba con una legislación que exigiera que se ocupara todo el perímetro del lote aledaño a la calle. La distancia entre las torres también fue el resultado de la legislación. En ese momento, el Código de Construcción de São Paulo establecía que los edificios debían tener la mayor cantidad de insolación posible. Por eso, Artigas empujó las dos cuadras lo más que pudo.

### Rampa y jardín

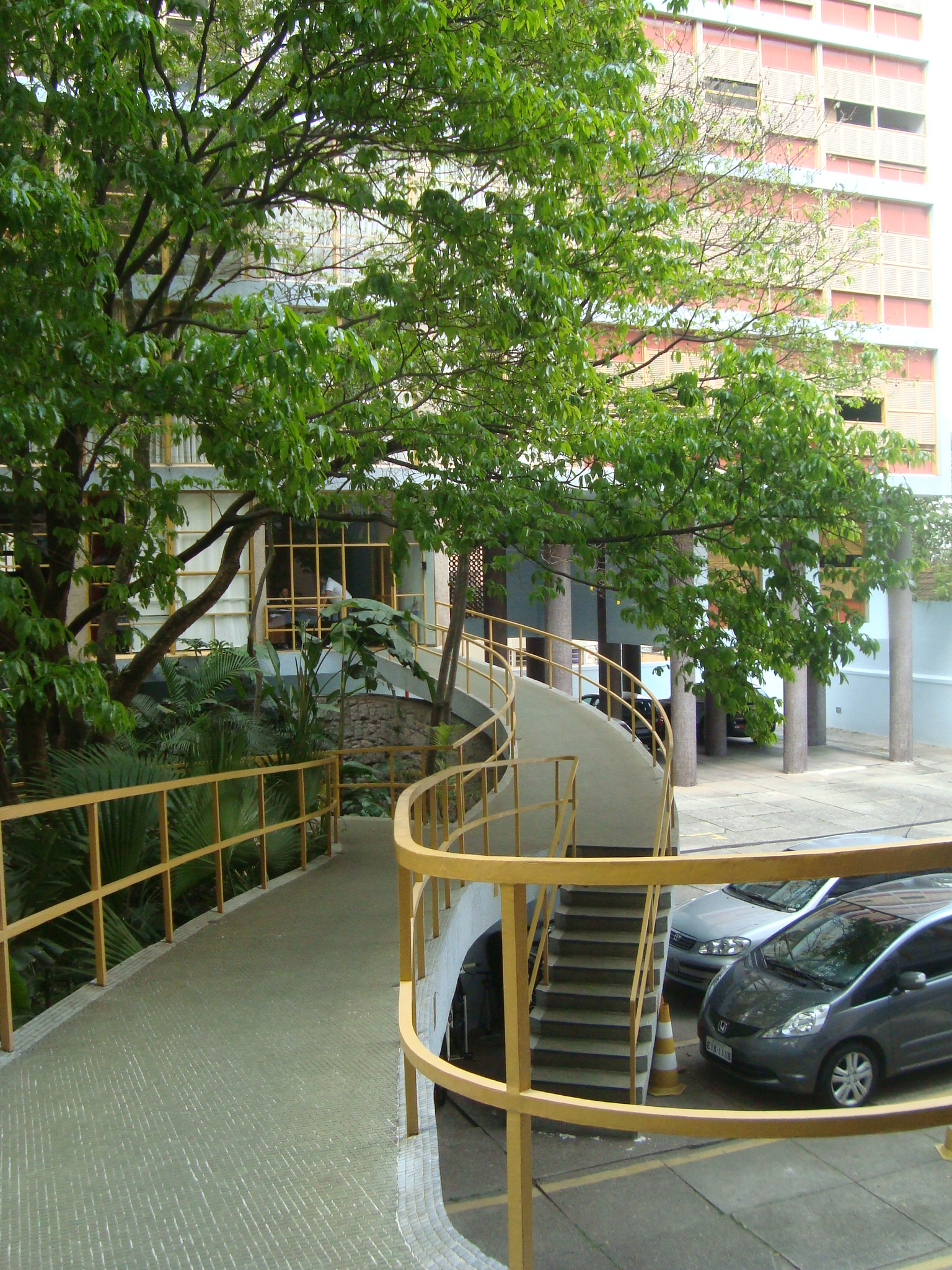
Rampa que conecta el bloque A con el bloque B. Del lado izquierdo está el jardín y del lado derecho el estacionamiento.

Incluso antes de que surgiera el debate sobre la accesibilidad, las rampas ya eran frecuentes en la obra del arquitecto Vilanova Artigas. La rampa fue utilizada por primera vez por Artigas en el proyecto de 1945 del Hospital São Lucas, ubicado en Curitiba. Después de un año, el arquitecto volvió a explorar la rampa, esta vez en el Edificio Louveira. La rampa presente en el edificio se utiliza como elemento estético y estructurante del espacio. Sinuosa y suave, la rampa conecta los dos bloques de construcción y separa los dos patios del edificio: el jardín y el garaje, promoviendo la división entre lo público y lo privado. Entre los dos bloques se encuentra el jardín, cuya función principal es continuar la plaza al otro lado de la calle, creando un espacio semipúblico. En este sentido, Artigas exploró el diálogo entre casa y ciudad, rompiendo con las formas tradicionales de separación entre ellas.

### Fachadas sin ventanas

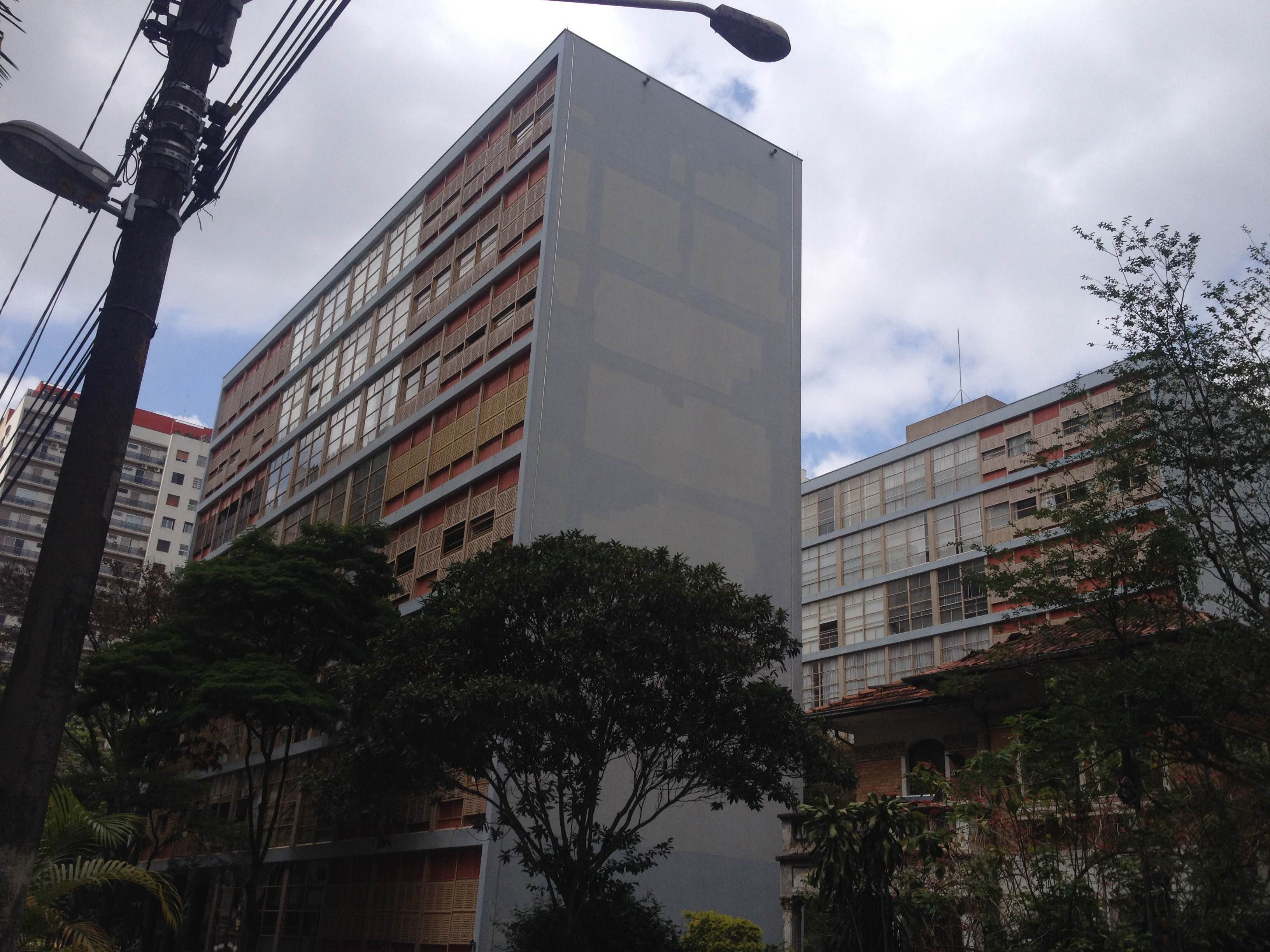
Gablete ciego en el lado del bloque A

El Edificio Louveira tiene dos fachadas sin ventanas a los lados de cada uno de los dos bloques. Estas tienen nueve metros de ancho. Esto suscitó controversia incluso antes de la construcción del edificio. La legislación de la época exigía un tratamiento estético en toda la fachada y debían evitarse los hastiales ciegos. Para sortear la situación, el arquitecto Vilanova Artigas presentó un proyecto con ventanas en todas las fachadas que no estaban incluidas en la obra para su posterior aprobación en el ayuntamiento. En el borde del costado del bloque A, se destaca la palabra “Louveira”, el nombre del edificio.

### Ventanas

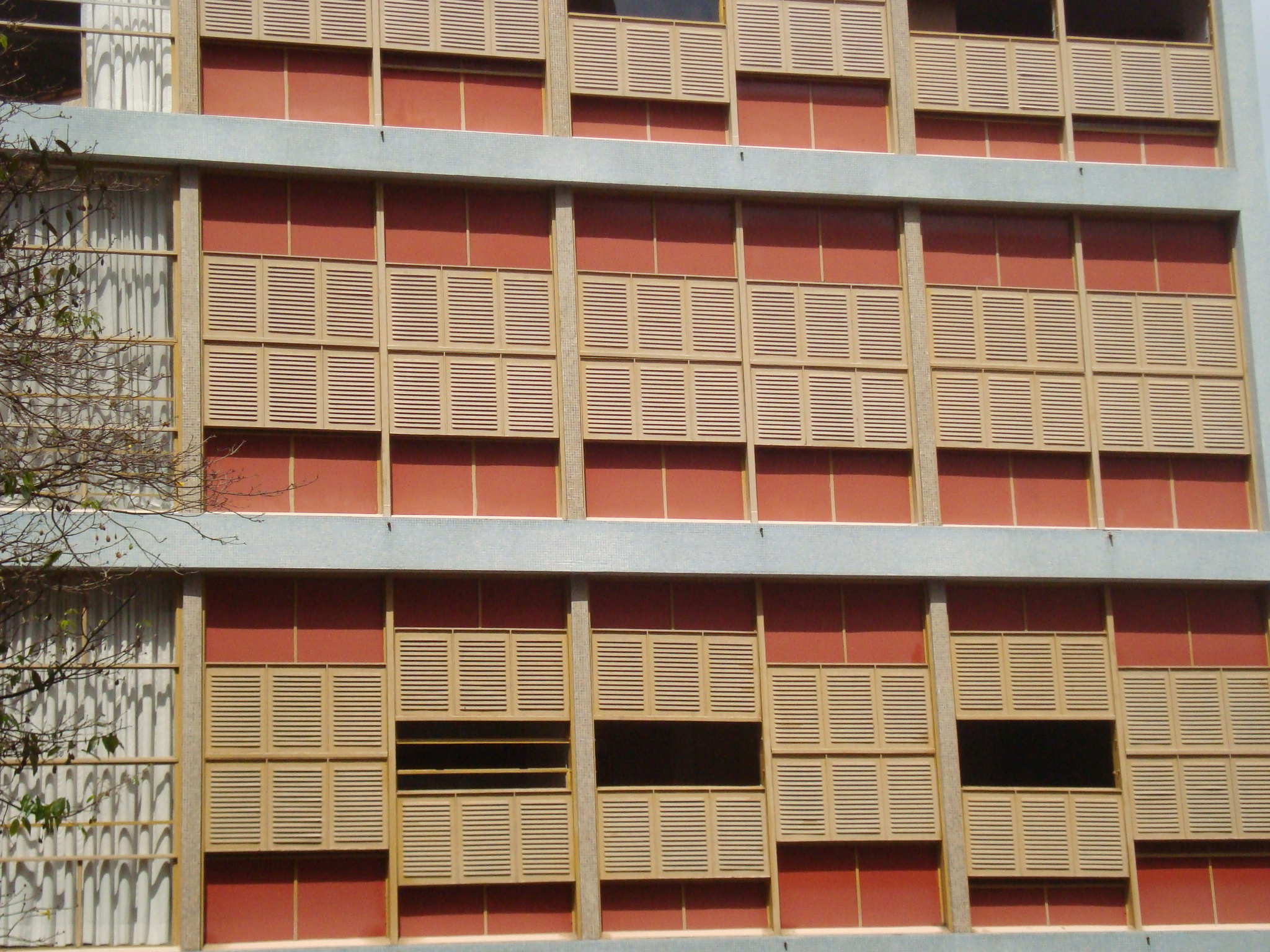
Ventanas de los dormitorios del Edificio Louveira.

Las ventanas constituyen uno de los puntos más llamativos del Edificio Louveira. Compuesta por marcos amarillos y rojos, la fachada se ha convertido en un hito en São Paulo. En una época en que la paleta de colores de los edificios era gris, Artigas se atrevió a aplicar tales colores, influenciado por los escultores y pintores del Grupo Santa Helena. Las ventanas en los lados noreste de los dos bloques protegen los ambientes íntimos y sociales. En el centro están las habitaciones y terrazas cubiertas por ventanas de guillotina y vidrios translúcidos que van del techo al piso. En los laterales, los dormitorios están protegidos por contraventanas con el mismo sistema de apertura que las ventanas del salón.

### Planta y fachada
Cada planta dispone de dos amplios apartamentos de tres dormitorios, salón con dos ambientes, cocina, baño y zona de servicio. A pesar del proyecto moderno propuesto por Vilanova Artigas, el diseño de la planta de apartamentos del Edificio Louveira siguió la división espacial burguesa, con espacios claramente divididos entre áreas de servicio, sociales e íntimas. Con las habitaciones así distribuidas, la composición de las fachadas recibió diferentes tratamientos. Las caras que dan al sureste comprenden las dependencias de servicio, y aunque completamente diferentes a las caras del noreste, ambas están en armonía. Las fachadas orientadas al noreste se dividen en tres partes: una en el centro, compuesta por un panel de vidrio que comprende la sala de estar y la terraza, flanqueada por dos franjas compuestas por las ventanas de los dormitorios. La conexión obligatoria entre los ascensores sociales y de servicio se realiza a través de cinco escalones por debajo del nivel de cada piso. Artigas utilizó este recurso para optimizar la superficie útil del edificio. Esta ingeniosa solución produce una ruptura en la continuidad del diseño en las fachadas sureste.

### Panel
En el hall de entrada del bloque A del Edificio Louveira hay un panel de aproximadamente 2,5 metros de alto por 3,4 metros de ancho. Pintado por Francisco Rebolo, integrante del Grupo Santa Helena, el mural representa un paisaje rural que puede haberse inspirado en las fincas cafetaleras que la familia Mesquita poseía en la ciudad de Louveira o incluso en las regiones cercanas al barrio de Higienópolis en ese momento.

## Importancia histórica y cultural
El Edificio Louveira fue catalogado a nivel estatal por el Consejo de Defensa del Patrimonio Histórico, Arqueológico y Turístico (Condephaat) el 18 de diciembre de 1992.
La solicitud que dio inicio al proceso se hizo en marzo de 1985, siendo el peticionario el consejero Geraldo Giovanni. En el proceso, en abril de 1991, el entonces presidente de Condephaat, Edgard de Assis Carvalho, afirmó que el Edificio Louveira “ya se convirtió en un ejemplo paradigmático de un edificio que supo capturar la elegancia del estilo, la modernidad de las formas y la armonía con el espacio urbano”.